# قلعة ضبعة
قلعة ضبعة هي حصن عثماني يقع إلى الجنوب الشرقي من منطقة الجيزة بحوالي 11 كم بناها السلطان العثماني سليم الأول (1517 – 1520) للحماية طريق الحج الشامي، تتكون من طابقين وبداخلها بئر ماء وغرف ويوجد بجانبها أيضا خزان ماء كبير كان يستخدم في تجميع المياه الجوفية. أرِّخت القلعة بالقرن 10هـ/ 16م من خلال المصادر التاريخية وبمقارنتها بأبنية مماثلة من نفس الفترة مثل قلعة القطرانة وقلعة معان. إذ أن هناك العديد من العناصر المعمارية المتشابهة بين قلعة ضبعة وتلك الأبنية، مثل تمديدات مياه الأمطار، وطلاقيات أو ثغرات رمايات السهام، والأسقف ذات نظام التطنيف، والمخطط العام للطابق الأرضي. علماً بأن قلعة معان أرجع تاريخها إلى زمن سليمان القانوني بناءً على نقش موجود على المدخل الرئيسي للقلعة.

## الوصلات الخارجية
- صور لقلعة ضبعة من مركز الأبحاث الأمريكي